# Titi Camara
Aboubacar Sidiki Camara (ur. 17 listopada 1972 w Konakry) – gwinejski piłkarz znany jako Titi Camara. W 2004 roku doszedł z reprezentacją do ćwierćfinału PNA. W 2009 był trenerem reprezentacji Gwinei w piłce nożnej.